# Wentworth (Nou Hampshire)
Wentworth és una població dels Estats Units a l'estat de Nou Hampshire. Segons el cens del 2000 tenia 798 habitants.

## Demografia
Segons el cens del 2000, Wentworth tenia 798 habitants, 310 habitatges, i 220 famílies. La densitat de població era de 7,4 habitants per km².
Dels 310 habitatges en un 31,9% hi vivien nens de menys de 18 anys, en un 60% hi vivien parelles casades, en un 7,4% dones solteres, i en un 29% no eren unitats familiars. En el 21,3% dels habitatges hi vivien persones soles el 8,4% de les quals corresponia a persones de 65 anys o més que vivien soles. El nombre mitjà de persones vivint en cada habitatge era de 2,57 i el nombre mitjà de persones que vivien en cada família era de 3,04.
Per edats la població es repartia de la següent manera: un 25,8% tenia menys de 18 anys, un 5,8% entre 18 i 24, un 29,6% entre 25 i 44, un 24,7% de 45 a 60 i un 14,2% 65 anys o més.
L'edat mediana era de 40 anys. Per cada 100 dones de 18 o més anys hi havia 101,4 homes.
La renda mediana per habitatge era de 44.219$ i la renda mediana per família de 47.917$. Els homes tenien una renda mediana de 31.250$ mentre que les dones 24.500$. La renda per capita de la població era de 18.258$. Entorn del 6,1% de les famílies i el 7,9% de la població estaven per davall del llindar de pobresa.